# Sociedad Cultural Deportiva Durango
Maillots
La Sociedad Cultural Deportiva Durango est un club de football espagnol basé à Durango dans la province de Biscaye.
Le club a passé 7 saisons en Segunda División B (troisième division).